# Thomaz Pompeu Lopes Ferreira
Thomaz Pompeu Lopes Ferreira (Fortaleza, 16 de Novembro de 1879 — Davos, Suiça 15 de Julho de 1913), conhecido como Thomaz Lopes, foi um advogado, jornalista, poeta, escritor e diplomata brasileiro. Patrono da cadeira nº 37 da Academia Cearense de Letras, foi o autor da letra do Hino do Ceará, musicado por Alberto Nepomuceno.

## Biografia
Thomaz Pompeu Lopes Ferreira nasceu em Fortaleza em 16 de Novembro de 1879. Era filho de João Lopes Ferreira Filho (presidente da Câmara dos Deputados do Brasil de agosto de 1892 a maio de 1894) e Maria de Sousa Lopes. Era irmão do poeta Oscar Lopes  e de Abiah Lopes (que escrevia sob o pseudônimo Sylvia Patricia), jornalista e colunista social carioca.
Thomaz cursou o 1° ano da Faculdade de Medicina do Rio de Janeiro, mas abandonou para estudar direito na Faculdade Livre de Ciências Sociais e Jurídicas   (atual Faculdade Nacional de Direito da UFRJ) pela qual se diplomou em 1903.
Casou-se em 30 de maio de 1905 com Jesuína Inglez de Souza, a primeira das filhas do escritor e jurista Inglez de Souza e tiveram um único filho, Herculano Thomaz Lopes (Rio de Janeiro 1907-1986), que foi casado com a  atriz brasileira Rosita Thomaz Lopes

## Carreira diplomática
Thomas Lopes iniciou sua carreira diplomática em Março de 1905 nomeado 2° Secretário da Legação Brasileira em Madrid (Espanha) para onde partiu em julho de 1905.
Em março de 1907 foi chamado ao Rio de Janeiro para servir no gabinete do então Ministro do Exterior (Ministro das Relações Exteriores) Barão do Rio Branco onde chegou em maio de 1907.
Em janeiro de 1908 foi nomeado secretário da Legação em Montevidéu (Uruguai) cargo que ocupou até março de 1909.
Depois de alguns meses em posto no Rio de Janeiro, é nomeado secretário para a legação em Haya (Holanda) para onde parte em abril de 1910, sendo transferido em 1911 para Bruxelas (Bélgica) e em 1912 para Paris  (França).

## Carreira jornalística
Em paralelo com a sua atividade de diplomata, Thomaz Lopes foi colunista nos jornais Gazeta de Notícias(RJ), O Paiz (RJ) e Correio da Manhã(RJ).

## Falecimento
Diagnosticado com tuberculose em Paris, Thomas Lopes partiu para tratamento em Davos na Suiça onde veio à falecer em 15 de julho de 1913. Seu corpo, que foi embalsamado e transladado para o Brasil, chegou ao Rio de Janeiro em 11 de agosto de 1913 e foi sepultado no Cemitério São João Batista no mesmo dia.

## Principais obras literárias
1. Sonho: 1899-1901, poemas, Rio de Janeiro (RJ): Laemmert, 1901.
2. Livro do Espirito: 1901-1904, poemas, Rio de Janeiro (rJ): Typ. Papelaria Central de José Ayres & C., 1905.[12]
3. Histórias da Vida e da Morte, contos, Rio de Janeiro (RJ): H. Garnier, 1907.
4. Um Coração Sensível, contos, Lisboa (Portugal): José Bastos & Cia ( antiga Casa Bertrand), 1907.
5. Corpo e alma de Paris, romance descriptivo,  Rio de Janeiro (RJ): H. Garnier, 1909.
6. Terras de França, viagens, Rio de Janeiro (RJ): H. Garnier, 1909.
7. Paisagens de Espanha,[13] viagens, Porto (Portugal): Livraria Chardron, de Lello & Irmão, 1910.
8. Caras e Corações, romance, Rio de Janeiro (RJ): H. Garnier, 1910.
9. A Vida, romance, Rio de Janeiro (RJ): H. Garnier, 1911.
10. Sete Soes, crônicas, Rio de Janeiro (RJ): H. Garnier, 1911.
11. O Cisne branco[14], contos, Porto (Portugal): Livraria Chardron, de Lello & Irmão, 1913.

## Outras publicações
Tradução brasileira de:
- COMMELIN, Pierre, Nova mitologia grega e romana, Rio de Janeiro (RJ): H. Garnier.